# آدریان هایدون
آدریان هایدون (انگلیسی: Adrian Haydon؛ ۱۹۱۱ – ۱۲ سپتامبر ۱۹۷۳) یک بازیکن تنیس روی میز اهل بریتانیا بود. 
وی در مسابقات کشوری و بین‌المللی در مجموع برنده ۱ مدال طلا، ۴ مدال نقره، ۹ مدال برنز شده‌است.